# Савельев, Пётр Ефимович
Пётр Ефи́мович Саве́льев (1902—1969) — советский педагог, деятель образования, Заслуженный учитель школы Карело-Финской ССР.

## Биография
Родился в крестьянской семье, карел. Окончил двухклассную школу в деревне Угмойла Петрозаводского уезда в 1917 году.
После окончания Петрозаводского педагогического техникума в 1922 году, работал учителем в школе деревни Угмойла.
В 1924—1928 годах учился в Академии коммунистического воспитания имени Н. К. Крупской.
В 1928—1932 годах работал в народном комиссариате просвещения Автономной Карельской ССР инструктором, заведующим отделом, заместителем наркома просвещения.
В 1932—1935 годах — ректор Карельского государственного педагогического института.
В 1936—1938 годах работал инструктором отдела школ в Карельском областном комитете ВКП(б), ответственным редактором газеты «Советская Карелия».
Арестован 6 ноября 1938 года НКВД Карельской АССР по обвинению в антисоветской деятельности (Ст. 58-10 УК РСФСР). Постановлением Генерального прокурора СССР от 28 февраля 1940 года дело в отношении П. Е. Савельева было прекращено за недоказанностью обвинения и он был освобождён из Петрозаводской тюрьмы.
В 1940—1941 годах — директор Петрозаводской школы № 18.
В годы Советско-финской войны (1941—1944) служил на Карельском фронте, демобилизован в звании майора.
В 1946 году (январь—март) вновь назначен ректором Карельского государственного педагогического института.
В 1946—1951 годах — заместитель министра просвещения Карело-Финской ССР.
В 1952—1955 годах — директор Института усовершенствования учителей Карело-Финской ССР, заведующий отдела педагогики института, сотрудник аппарата Совета Министров КФССР.